# Polycarpaea gayi
Polycarpaea gayi är en nejlikväxtart som beskrevs av Philip Barker Webb. Polycarpaea gayi ingår i släktet Polycarpaea och familjen nejlikväxter.

## Underarter
Arten delas in i följande underarter:
- P. g. halimoides
- P. g. lycioides